# Српска (Зета)
Српска је насељено мјесто у општини Зета у Црној Гори. Старији назив места, до почетка 20. века је био Срска. Према попису из 2023. било је 477 становника.
Касније се преко Ровинског усталио назив Српска, због чега су неки житељи тог краја, као Саво Вулетић и Петар Мајић  негодовали (иако су и сами били националн Срби), јер су знали назив који су сами користили, Срска. У близини је и Срска гора. Једно од данаших тумачења новијег имена је да је Српска добила име као етноним народа Срби, који су њени први становници, све до 1945. године када су национално познати као Црногорци. У Српској је освешћена у 1702. године капела од стране цетињскога владике Данила Петровић Његоша. Том приликом су га у Српској Османлије на превару ухватили. Лазар Томановић за то мјесто пише: Близу пута бијели се славна Српска (црква), коју је владика Данило осветио и с ње мучен био. 

## Демографија
Према попису из 2003. у насељу Српска живи 515 људи. од којих су 364 становника пунољетни, а просјечна старост становништва износи 33 године (31,5 код мушкараца и 34,5 код жена). У насељу има 121 домаћинство, а просјечан број чланова по домаћинству је 4,26. Становништво у овом насељу веома је хетерогено, подијељено од раскола између Црногораца који се залажу за независност Црне Горе и оних који су жељели остати у заједници са Србијом. Већина станивништва чине Црногорци, 295, а Срби 177. Према посљедњим пописима, примијећен је пораст у броју становника.
|  |

| Демографија | Демографија | Демографија |
| Година      | Становника  | Становника  |
| ----------- | ----------- | ----------- |
|             |             |             |
|             |             |             |
|             |             |             |
|             |             |             |
| 1948.       | 112         |             |
| 1953.       | 138         |             |
| 1961.       | 234         |             |
| 1971.       | 195         |             |
| 1981.       | 305         |             |
| 1991.       | 414         | 406         |
| 2003.       | 518         | 515         |
| 2011.       |             | 880         |

| Национални састав према попису из 2003.‍ | Национални састав према попису из 2003.‍ | Национални састав према попису из 2003.‍ | Национални састав према попису из 2003.‍ | Национални састав према попису из 2003.‍ |
| --------------------------------------- | --------------------------------------- | --------------------------------------- | --------------------------------------- | --------------------------------------- |
|                                         |                                         |                                         |                                         |                                         |
| Црногорци                               | Црногорци                               |                                         | 295                                     | 57,28%                                  |
| Срби                                    | Срби                                    |                                         | 177                                     | 34,36%                                  |
| Муслимани                               | Муслимани                               |                                         | 15                                      | 2,91%                                   |
| Југословени                             | Југословени                             |                                         | 6                                       | 1,16%                                   |

| Национални састав према попису из 2011.‍ | Национални састав према попису из 2011.‍ | Национални састав према попису из 2011.‍ | Национални састав према попису из 2011.‍ | Национални састав према попису из 2011.‍ |
| --------------------------------------- | --------------------------------------- | --------------------------------------- | --------------------------------------- | --------------------------------------- |
|                                         |                                         |                                         |                                         |                                         |
| Црногорци                               | Црногорци                               |                                         | 567                                     | 64,43%                                  |
| Срби                                    | Срби                                    |                                         | 237                                     | 26,93%                                  |
| неизјашњени                             | неизјашњени                             |                                         | 64                                      | 7,27%                                   |

| Година пописа     | 1948. | 1953. | 1961. | 1971. | 1981. | 1991. | 2003. |
| ----------------- | ----- | ----- | ----- | ----- | ----- | ----- | ----- |
| Број домаћинстава | 23    | 31    | 42    | 40    | 74    | 103   | 121   |

| Број чланова      | 1   | 2 | 3  | 4  | 5  | 6  | 7  | 8 | 9 | 10 и више | Просек |
| ----------------- | --- | - | -- | -- | -- | -- | -- | - | - | --------- | ------ |
| Број домаћинстава | 121 | 6 | 14 | 13 | 31 | 32 | 19 | 5 | 0 | 1         | 0      |

| Пол    | Укупно | Неожењен/Неудата | Ожењен/Удата | Удовац/Удовица | Разведен/Разведена | Непознато |
| ------ | ------ | ---------------- | ------------ | -------------- | ------------------ | --------- |
| Мушки  | 189    | 69               | 115          | 1              | 3                  | 1         |
| Женски | 199    | 46               | 113          | 28             | 12                 | 0         |
| УКУПНО | 388    | 115              | 228          | 29             | 15                 | 1         |

| Пол    | Укупно                    | Пољопривреда, лов и шумарство | Рибарство                            | Вађење руде и камена | Прерађивачка индустрија       |
| ------ | ------------------------- | ----------------------------- | ------------------------------------ | -------------------- | ----------------------------- |
| Мушки  | 81                        | 0                             | 0                                    | 0                    | 19                            |
| Женски | 47                        | 3                             | 0                                    | 0                    | 3                             |
| УКУПНО | 128                       | 3                             | 0                                    | 0                    | 22                            |
| Пол    | Производња и снабдевање   | Грађевинарство                | Трговина                             | Хотели и ресторани   | Саобраћај, складиштење и везе |
| Мушки  | 2                         | 9                             | 7                                    | 2                    | 13                            |
| Женски | 0                         | 1                             | 5                                    | 3                    | 4                             |
| УКУПНО | 2                         | 10                            | 12                                   | 5                    | 17                            |
| Пол    | Финансијско посредовање   | Некретнине                    | Државна управа и одбрана             | Образовање           | Здравствени и социјални рад   |
| Мушки  | 0                         | 1                             | 12                                   | 3                    | 3                             |
| Женски | 1                         | 1                             | 5                                    | 4                    | 9                             |
| УКУПНО | 1                         | 2                             | 17                                   | 7                    | 12                            |
| Пол    | Остале услужне активности | Приватна домаћинства          | Екстериторијалне организације и тела | Непознато            | Непознато                     |
| Мушки  | 6                         | 0                             | 0                                    | 4                    | 4                             |
| Женски | 7                         | 0                             | 0                                    | 1                    | 1                             |
| УКУПНО | 13                        | 0                             | 0                                    | 5                    | 5                             |